# Elektrický potenciál
Elektrický potenciál je skalární fyzikální veličina, která popisuje potenciální energii jednotkového elektrického náboje v elektrostatickém poli. Jedná se o potenciál elektrického pole, tj. množství práce potřebné pro přenesení jednotkového elektrického náboje ze vztažného místa o nulovém potenciálu (tzv. vztažný bod) do daného místa. Za místo s nulovým potenciálem se obvykle bere buď nekonečně vzdálený bod nebo povrch Země. Rozdíl potenciálů dvou bodů je roven napětí mezi danými body.
Značka: {\displaystyle \varphi }
Jednotka SI: volt, značka {\displaystyle V}

## Definice
Potenciál bodového náboje {\displaystyle Q} umístěného v počátku soustavy souřadnic lze vyjádřit vztahem:
{\displaystyle \varphi ({\boldsymbol {r}})={\frac {1}{4\pi \varepsilon }}{\frac {Q}{|{\boldsymbol {r}}|}}+\varphi _{0}},
kde {\displaystyle \varepsilon } je permitivita prostředí, {\displaystyle {\boldsymbol {r}}} je polohový vektor potenciálu {\displaystyle \varphi } a {\displaystyle \varphi _{0}} je integrační konstanta, která určuje hodnotu potenciálu v nekonečnu. Obvykle se klade {\displaystyle \varphi _{0}=0}.
Potenciál objemově rozloženého náboje lze vyjádřit vztahem:
{\displaystyle \varphi ({\boldsymbol {r}})={\frac {1}{4\pi \varepsilon }}\int _{V}{\frac {\rho ({\boldsymbol {r}}^{\prime })}{|{\boldsymbol {r}}-{\boldsymbol {r}}^{\prime }|}}\mathrm {d} V},
kde {\displaystyle V} je objem, přes který se integruje a {\displaystyle \rho } je objemová hustota náboje.
Tento potenciál je definován ve všech bodech prostoru daného objemu, tedy také v bodech, ve kterých je hustota náboje nenulová. Tím se potenciál spojitě rozloženého náboje odlišuje od potenciálu soustavy diskrétních bodových nábojů. Tento potenciál je navíc všude spojitý a má ve všech bodech prostoru parciální derivaci alespoň prvního řádu, což v souvislosti s intenzitou elektrického pole znamená, že také intenzita pole daná tímto vztahem je definována ve všech bodech prostoru včetně bodů, v nichž je hustota náboje nenulová. Totéž platí pro plošně resp. lineárně rozložené náboje:
Potenciál plošně rozloženého náboje lze vyjádřit vztahem:
{\displaystyle \varphi ({\boldsymbol {r}})={\frac {1}{4\pi \varepsilon }}\int _{S}{\frac {\sigma ({\boldsymbol {r}}^{\prime })}{|{\boldsymbol {r}}-{\boldsymbol {r}}^{\prime }|}}\mathrm {d} S},
kde {\displaystyle S} je plocha, přes kterou se integruje a {\displaystyle \sigma } je plošná hustota náboje.
Potenciál lineárně rozloženého náboje lze vyjádřit vztahem:
{\displaystyle \varphi ({\boldsymbol {r}})={\frac {1}{4\pi \varepsilon }}\int _{l}{\frac {\tau ({\boldsymbol {r}}^{\prime })}{|{\boldsymbol {r}}-{\boldsymbol {r}}^{\prime }|}}\mathrm {d} l},
kde {\displaystyle l} je délka, přes kterou se integruje a {\displaystyle \tau } je lineární hustota náboje.
Jelikož elektrický potenciál vyjadřuje potenciální energii na jednotku náboje, je možné jej vyjádřit jako
{\displaystyle \varphi ={\frac {W}{Q}}},
kde {\displaystyle W} je potenciální energie nabitého tělesa a {\displaystyle Q} je jeho náboj.

## Vlastnosti
Na základě principu superpozice lze odvodit výraz pro potenciál soustavy {\displaystyle n} bodových nábojů {\displaystyle Q_{1}} až {\displaystyle Q_{n}}, jejichž polohové vektory jsou {\displaystyle {\boldsymbol {r}}_{1}} až {\displaystyle {\boldsymbol {r}}_{n}}:
{\displaystyle \varphi ({\boldsymbol {r}})={\frac {1}{4\pi \varepsilon }}\sum _{i=1}^{n}{\frac {Q_{i}}{|{\boldsymbol {r}}-{\boldsymbol {r}}_{i}|}}+\varphi _{0}}.
Potenciál jednoho z bodových nábojů {\displaystyle Q_{i}} ze soustavy nábojů {\displaystyle Q_{1}} až {\displaystyle Q_{n}} vzhledem k ostatním nábojům soustavy lze určit podle principu superpozice jako
{\displaystyle \varphi _{i}={\frac {1}{4\pi \varepsilon }}\sum _{j\neq i}^{n}{\frac {Q_{j}}{|{\boldsymbol {r}}_{i}-{\boldsymbol {r}}_{j}|}}}.

Dosadíme-li do Gaussova zákona elektrostatiky pro spojitě rozložený náboj místo intenzity elektrického pole potenciál, dostaneme:
{\displaystyle \operatorname {div} {\boldsymbol {E}}=-\operatorname {div} \,\operatorname {grad} \,\varphi ={\frac {\rho }{\varepsilon _{0}}}},
tj. pro Laplaceův operátor {\displaystyle \Delta =\operatorname {div} \,\operatorname {grad} } dostaneme Poissonovu rovnici {\displaystyle \Delta \varphi =-{\frac {\rho }{\varepsilon _{0}}}}, která je platná ve všech bodech prostoru, v nichž platí Gaussův zákon elektrostatiky. Pokud je v některých bodech prostoru objemová hustota nulová, tj. {\displaystyle \rho =0}, zjednoduší se rovnice na Laplaceova rovnici {\displaystyle \Delta \varphi =0}.

Záporný gradient potenciálu je roven intenzitě elektrického pole, tj.:
{\displaystyle {\boldsymbol {E}}({\boldsymbol {r}})=-\operatorname {grad} \,\varphi ({\boldsymbol {r}})}.
Potenciál elektrostatického pole pak lze chápat jako potenciální energii jednotkového náboje. Položíme-li potenciál v nekonečnu roven nule, tj. {\displaystyle \varphi _{0}=0}, pak lze psát:
{\displaystyle \varphi ({\boldsymbol {r}})=-\int _{\infty }^{\boldsymbol {r}}{\boldsymbol {E}}\cdot \mathrm {d} {\boldsymbol {l}}}.

Plocha, na níž si potenciál zachovává svoji hodnotu, tj. {\displaystyle \varphi ={\mbox{konst}}}, se nazývá ekvipotenciální plocha. Siločáry jsou vždy kolmé k ekvipotenciální ploše. To lze ukázat diferenciací vztahu {\displaystyle \varphi ={\mbox{konst}}}, tj.:
{\displaystyle \mathrm {d} \varphi ={\frac {\partial \varphi }{\partial x}}\mathrm {d} x+{\frac {\partial \varphi }{\partial y}}\mathrm {d} y+{\frac {\partial \varphi }{\partial z}}\mathrm {d} z=-(E_{x}\mathrm {d} x+E_{y}\mathrm {d} y+E_{z}\mathrm {d} z)=-{\boldsymbol {E}}\cdot \mathrm {d} {\boldsymbol {r}}=0},
kde {\displaystyle \mathrm {d} {\boldsymbol {r}}} leží v rovině tečné k ekvipotenciální ploše. Vektory {\displaystyle {\boldsymbol {E}}} a {\displaystyle \mathrm {d} {\boldsymbol {r}}} jsou tedy vzájemně kolmé, tzn. {\displaystyle {\boldsymbol {E}}} je kolmé k ekvipotenciální ploše.